# حسن عارف
حسن عارف (انگلیسی: Hassan Aref؛ زاده ۲۸ سپتامبر ۱۹۵۰ – درگذشته ۹ سپتامبر ۲۰۱۱) یک دانشمند اهل ایالات متحده آمریکا بود.